# Rue Foch
Pour les articles homonymes, voir Avenue Foch.
La rue Foch est une voie de la commune de Montpellier, dans le département de l'Hérault en région Occitanie. Elle est réalisée, en 1205, lors de la construction de la seconde enceinte fortifiée dénommée « Clôture commune » et permet d'accéder à la porte du rempart dite Porte du Peyrou.

## Situation et accès
Représentant une des artères commerçante du centre-ville du quartier de l'Écusson, la rue commence à l'ouest par la rue François Franque qui jouxte la promenade du Peyrou, en passant sur le pont Vialleton (ancien pont du Peyrou) et sous l'arc de triomphe de la ville de Montpellier. Elle est coupée par la place des Martyrs de la Résistance et se termine à l'est par la rue de l'Aiguillerie.

## Historique
Datant du XIIIe siècle, elle porte le nom de rue du Peyrou jusqu'en 1860 et l'attribution est donnée auprès du Palais de justice.
Avec l'opération des grands travaux de remaniement d'urbanisme réalisé durant le mandat du Maire Jules Pagézy,
la ville de Montpellier entreprend de suivre l'exemple parisien dans un esprit haussmannien,. Cette rue fait l'objet d'un projet d'élargissement et de percement en partant de la promenade du Peyrou pour rejoindre l'esplanade Charles-de-Gaulle. Plusieurs projets sont élaborés et doivent faire face aux mécontentements des propriétaires et habitants expropriés, aux coûts élevés de ces travaux et des adversaires politiques de la municipalité. Elle prend officiellement le nom de rue Impériale en 1864.
Durant les dix années qu'ont durée les travaux de percés et d'élargissements de la rue, elle changera de nom pour devenir rue Nationale avec la naissance de la IIIe République durant la 4e révolution française. En 1885, les travaux atteignent la rue de l'Aiguillerie, sous le mandat du maire Alexandre Laissac, et sont stoppés pour des raisons économiques. Vers la fin du XIXe siècle, la municipalité songe à reprendre les travaux et en 1914, l'architecte Henri Sauvage intervient pour une reprise du projet mais ce dernier n'a jamais été continué.
Un mois après le décès du maréchal Foch, la séance du conseil municipal du 30 avril 1929 vote le changement du nom de la rue Nationale en rue Foch en l'honneur du Généralissime de la grande Guerre.
La rue Foch a une importance majeure dans le film L'emmerdeur de Édouard Molinaro sorti en 1973 tourné dans Montpellier et ses alentours. L'histoire racontée est celle de Ralf Milan (Lino Ventura) qui est un tueur à gages qui doit exécuter son « contrat » depuis sa chambre d'hôtel donnant sur le palais de justice de Montpellier : en l'occurrence, il doit abattre un certain Louis Randoni (Xavier Depraz) avant que celui-ci ne fasse des révélations compromettantes lors d'un procès. Le palais de justice est situé à l'adresse 1 rue Foch et la chambre d'hôtel dans un bâtiment du 1 rue d'Albisson qui donne vue sur la rue (cf. photo La rue Foch en 2014, bâtiment avec un toit en dome). N'existant pas d'hôtel à cet endroit, le réalisateur a loué des appartements pour en faire un hôtel dans le film.

## Bâtiments remarquables et lieux de mémoire
- Pont Vialleton[8] ;
- Arc de triomphe[8] ;
- No 1 : Palais de justice. Cour d'appel ;
- No 6 : Hôtel de Paul[9] ;
- No 11 : Ancien Hôtel Foch[10] ;
- No 16 : Façade latérale de l'hôtel de Lespine[11] ;
- No 27 : Bureau de poste de la Préfecture ou hôtel des Postes et Télégraphes[12].

## Galerie

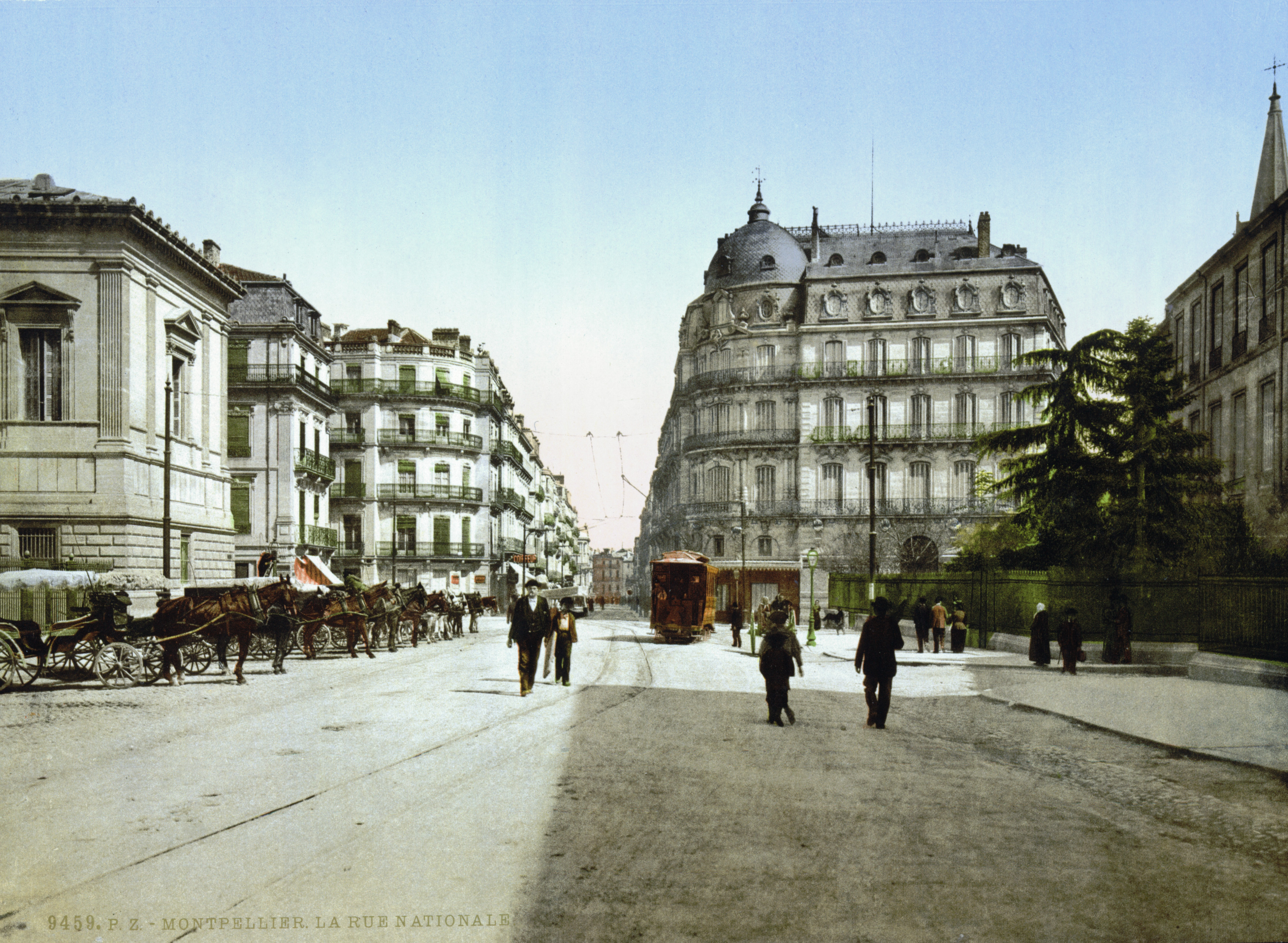
Rue Nationale entre 1890 et 1900.
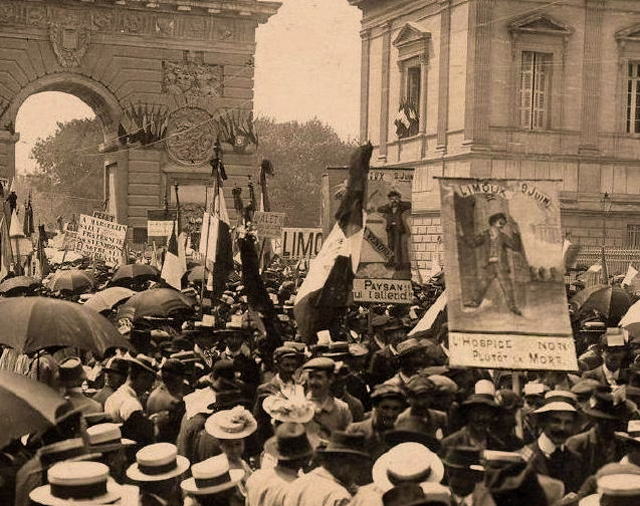
Manifestation des viticulteurs en 1907.
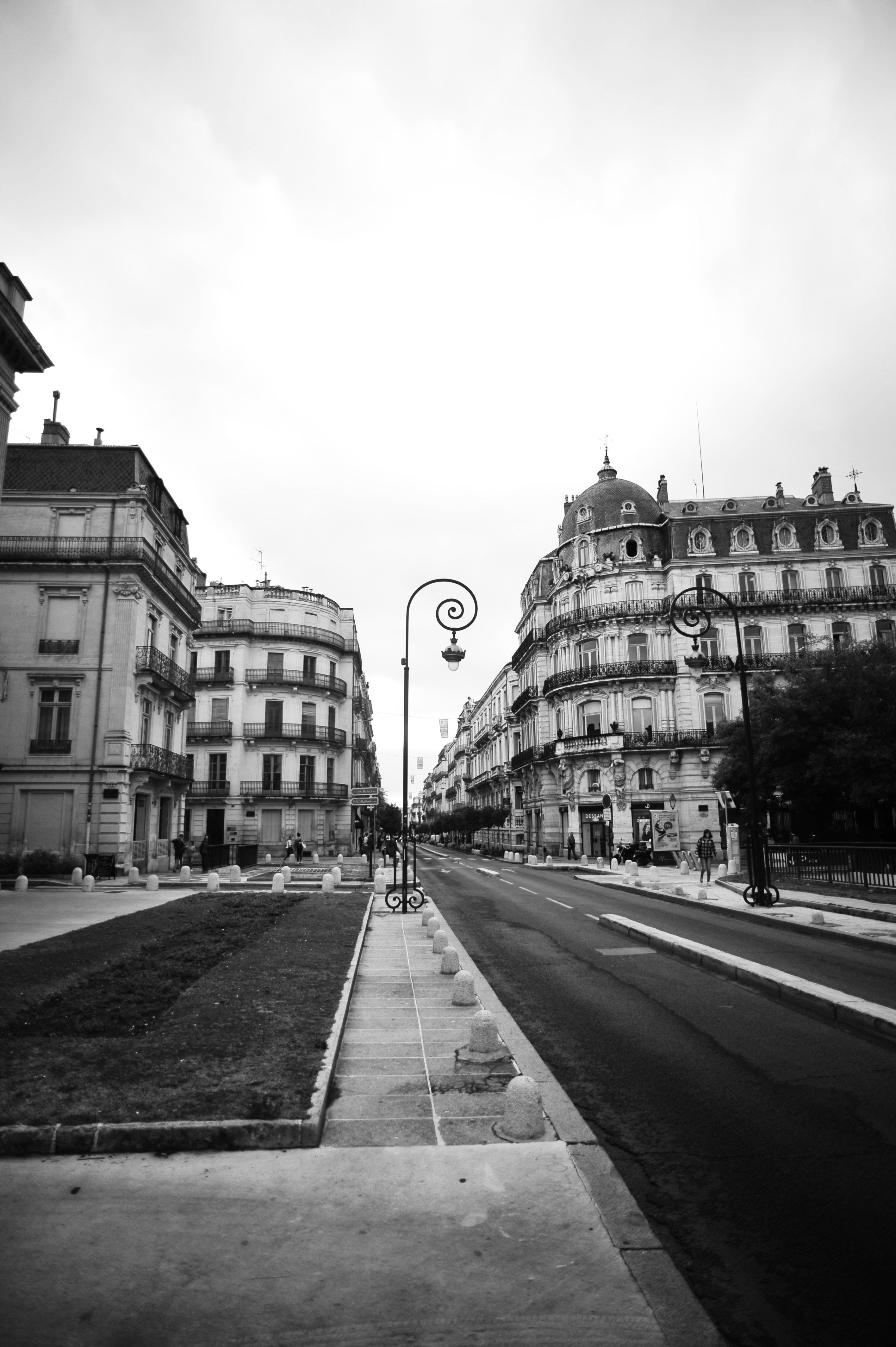
Une perspective de la rue Foch en 2014.
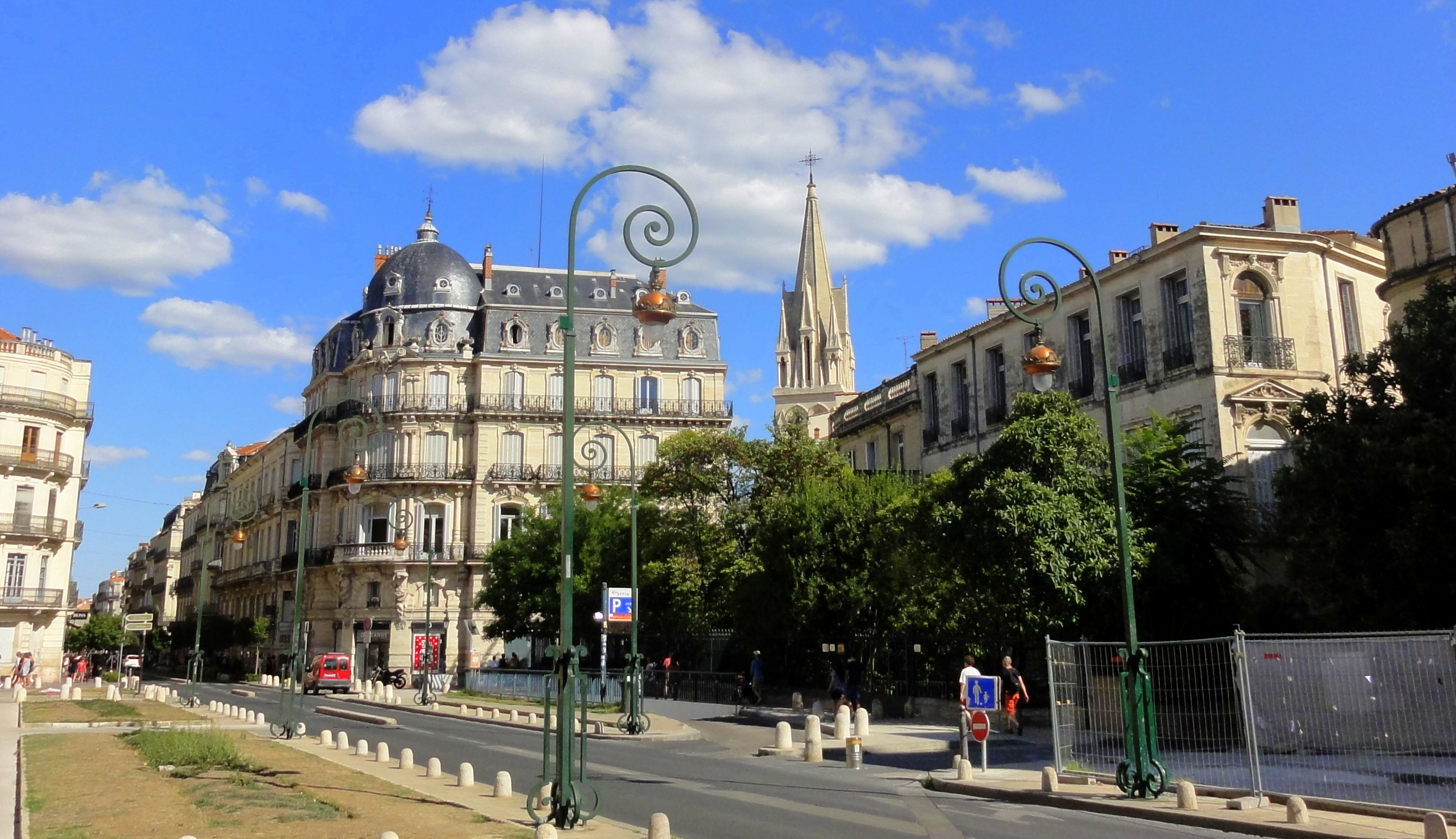
La rue Foch en 2014.
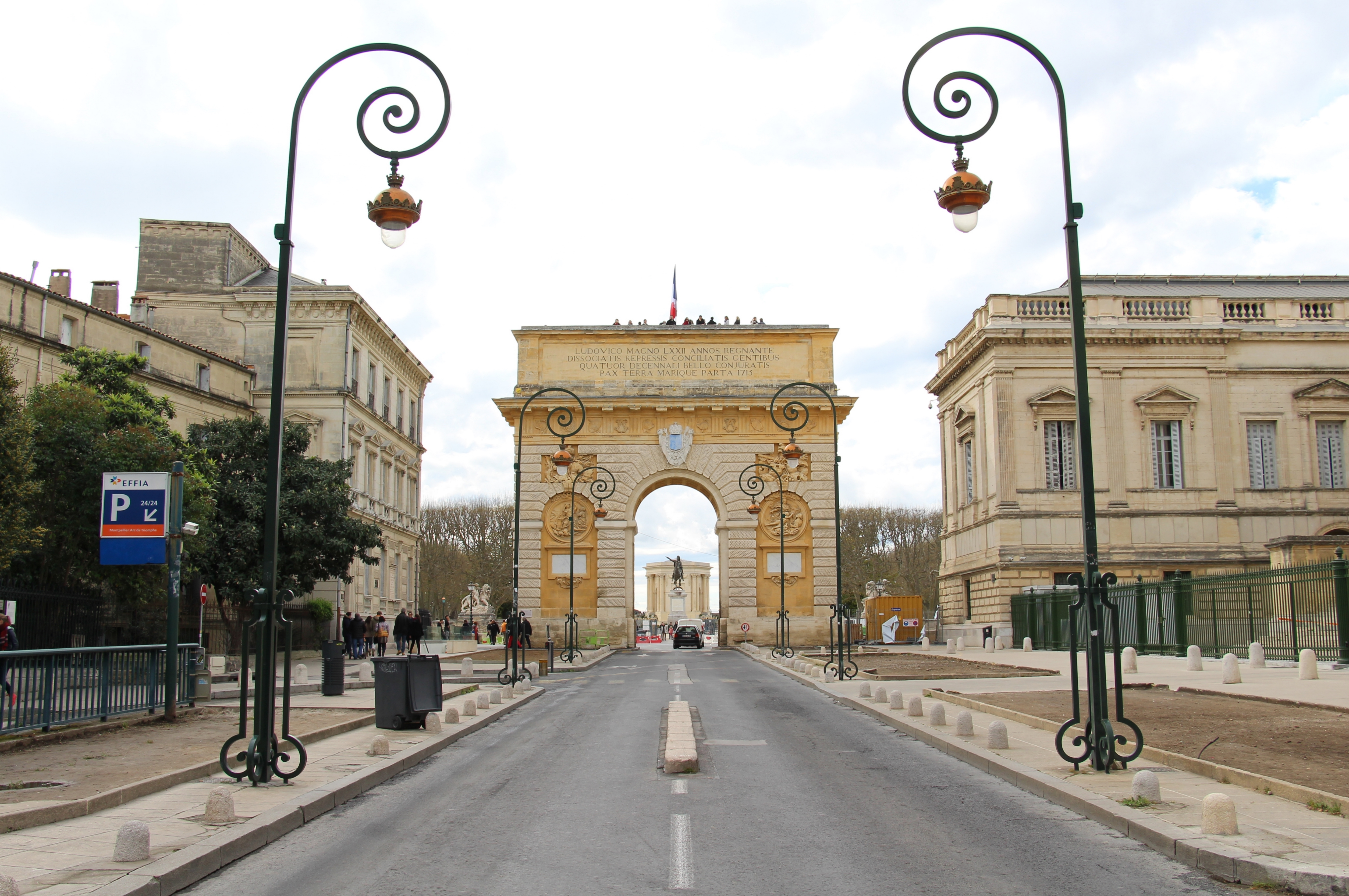
L'arc de triomphe en 2016.
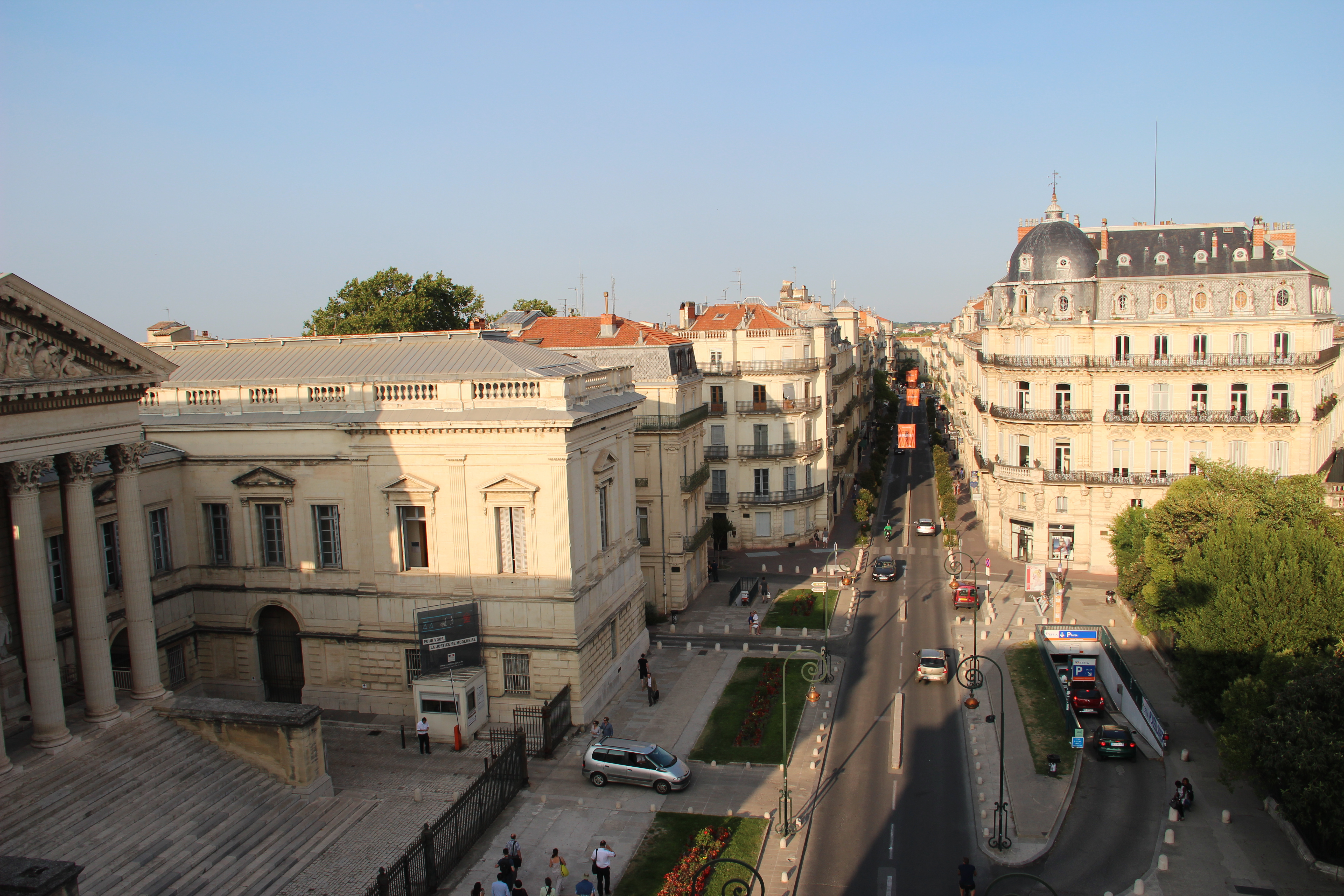
Vue depuis le promontoire de l'arc de triomphe en 2013.